# (6321) Namuratakao
(6321) Namuratakao est un astéroïde de la ceinture principale.

## Description
(6321) Namuratakao est un astéroïde de la ceinture principale. Il fut découvert le 19 janvier 1991 à Dynic par Atsushi Sugie. Il présente une orbite caractérisée par un demi-grand axe de 2,61 UA, une excentricité de 0,13 et une inclinaison de 13,0° par rapport à l'écliptique.

## Compléments